# Mladen Živković
Mladen Živković (in serbo Младен Живковић?; Požarevac, 26 agosto 1989) è un calciatore serbo, portiere del Mladost GAT.

## Carriera

### Club
Nell'estate 2010, Živković è stato ingaggiato dallo Smederevo. Ha esordito in Superliga il 14 agosto 2010, sostituendo il portiere titolare Dejan Ranković nel pareggio casalingo per 0-0 contro la Stella Rossa. A partire dal campionato 2012-2013, ha conquistato il posto da titolare.
Terminata la stagione, Živković è passato al Donji Srem. Non ha giocato alcuna partita di campionato con questa maglia, così a gennaio 2014 si è trasferito ai bulgari del Černomorec Burgas. Ha debuttato in A-PFG in data 24 febbraio, schierato titolare nella sconfitta casalinga per 1-2 contro il CSKA Sofia.
Conclusa la stagione, ha fatto ritorno in Serbia per giocare nel Sinđelić Belgrado, compagine militante in Prva Liga Srbija. Il 30 agosto 2014 è tornato a calcare i campi da calcio locali, schierato titolare nella vittoria per 1-0 arrivata sul Proleter Novi Sad.
A gennaio 2015 si è accordato con il Novi Pazar, tornando a giocare nella massima divisione serba. Il 24 maggio ha giocato quindi la prima partita in squadra, schierato titolare nella vittoria casalinga per 2-0 contro il Donji Srem.
Nell'estate 2017 si è trasferito al Radnički Niš. Ha esordito per il nuovo club il 5 agosto, schierato titolare nella vittoria per 1-2 maturata sul campo dello Zemun. Il 12 luglio 2018 ha giocato invece la prima partita nelle competizioni europee per club: è stato impiegato dal primo minuto nella sfida vinta per 4-0 contro lo Gżira United, gara valida per il primo turno di qualificazione all'Europa League.
Il 16 gennaio 2019, Živković ha firmato un contratto valido fino all'estate con i norvegesi del Mjøndalen. Il serbo avrebbe dovuto sostituire Sosha Makani, alle prese con un lungo infortunio. Il 25 gennaio successivo, dopo soli 10 giorni di permanenza in squadra, ha rescisso il contratto che lo legava al club per tornare in Serbia.
Rientrato in Serbia, si è accordato con il Rad Belgrado. Prevalentemente utilizzato come secondo portiere, il 7 aprile 2019 ha giocato la prima partita con questa maglia, schierato titolare nella vittoria per 1-0 sullo Spartak Subotica.

## Statistiche

### Presenze e reti nei club
Statistiche aggiornate al 24 febbraio 2021.
| Stagione            | Club                | Campionato          | Campionato | Campionato | Coppe nazionali | Coppe nazionali | Coppe nazionali | Coppe continentali | Coppe continentali | Coppe continentali | Supercoppe | Supercoppe | Supercoppe | Totale | Totale |
| Stagione            | Club                | Comp                | Pres       | Reti       | Comp            | Pres            | Reti            | Comp               | Pres               | Reti               | Comp       | Pres       | Reti       | Pres   | Reti   |
| ------------------- | ------------------- | ------------------- | ---------- | ---------- | --------------- | --------------- | --------------- | ------------------ | ------------------ | ------------------ | ---------- | ---------- | ---------- | ------ | ------ |
| 2010-2011           | Smederevo           | SL                  | 3          | -3         | CS              | ?               | -?              | -                  | -                  | -                  | -          | -          | -          | ?      | -?     |
| 2011-2012           | Smederevo           | SL                  | 3          | -8         | CS              | 1               | 0               | -                  | -                  | -                  | -          | -          | -          | 4      | -8     |
| 2012-2013           | Smederevo           | SL                  | 29         | -52        | CS              | 1               | -4              | -                  | -                  | -                  | -          | -          | -          | 30     | -56    |
| Totale Smederevo    | Totale Smederevo    | Totale Smederevo    | 35         | -63        |                 | ?               | -?              |                    | -                  | -                  |            | -          | -          | ?      | -?     |
| 2013-gen.- 2014     | Donji Srem          | SL                  | 0          | 0          | CS              | ?               | -?              | -                  | -                  | -                  | -          | -          | -          | ?      | -?     |
| gen.-giu. 2014      | Čern. Burgas        | A-PFG               | 13         | -21        | CB              | 2               | -4              | -                  | -                  | -                  | -          | -          | -          | 15     | -25    |
| 2014-gen.- 2015     | Sinđelić Belgrado   | 1L                  | 5          | -11        | CS              | ?               | -?              | -                  | -                  | -                  | -          | -          | -          | ?      | -?     |
| gen.-giu. 2015      | Novi Pazar          | SL                  | 1          | 0          | CS              | -               | -               | -                  | -                  | -                  | -          | -          | -          | 1      | 0      |
| 2015-2016           | Novi Pazar          | SL                  | 18         | -21        | CS              | 1               | -2              | -                  | -                  | -                  | -          | -          | -          | 19     | -23    |
| 2016-2017           | Novi Pazar          | SL                  | 12         | -23        | CS              | 0               | 0               | -                  | -                  | -                  | -          | -          | -          | 12     | -23    |
| Totale Novi Pazar   | Totale Novi Pazar   | Totale Novi Pazar   | 31         | -44        |                 | 1               | -2              |                    | -                  | -                  |            | -          | -          | 32     | -46    |
| 2017-2018           | Radnički Niš        | SL                  | 27         | -36        | CS              | 1               | 0               | -                  | -                  | -                  | -          | -          | -          | 28     | -36    |
| 2018-gen. 2019      | Radnički Niš        | SL                  | 3          | -3         | CS              | 1               | -1              | UEL                | 4                  | -4                 | -          | -          | -          | 8      | -8     |
| Totale Radnički Niš | Totale Radnički Niš | Totale Radnički Niš | 30         | -39        |                 | 2               | -1              |                    | 4                  | -4                 |            | -          | -          | 36     | -44    |
| gen. 2019           | Mjøndalen           | ES                  | 0          | 0          | CN              | 0               | 0               | -                  | -                  | -                  | -          | -          | -          | 0      | 0      |
| gen.-giu. 2019      | Rad Belgrado        | SL                  | 1          | -1         | CS              | -               | -               | -                  | -                  | -                  | -          | -          | -          | 1      | -1     |
| lug.-ago. 2019      | Rad Belgrado        | SL                  | 0          | 0          | CS              | 0               | 0               | -                  | -                  | -                  | -          | -          | -          | 0      | 0      |
| Totale Rad Belgrado | Totale Rad Belgrado | Totale Rad Belgrado | 1          | -1         |                 | 0               | 0               |                    | -                  | -                  |            | -          | -          | 1      | -1     |
| ago. 2019-gen. 2020 | Mladost Lučani      | SL                  | 4          | -6         | CS              | 0               | 0               | -                  | -                  | -                  | -          | -          | -          | 4      | -6     |
| gen.-giu. 2020      | Mačva Šabac         | SL                  | 7          | -10        | CS              | -               | -               | -                  | -                  | -                  | -          | -          | -          | 7      | -10    |
| 2020-2021           | Napredak Kruševac   | SL                  | 1          | -1         | CS              | 0               | 0               | -                  | -                  | -                  | -          | -          | -          | 1      | -1     |
| Totale              | Totale              | Totale              | ?          | -?         |                 | ?               | -?              |                    | -                  | -                  |            | -          | -          | ?      | -?     |